# Plecoptera ferrilineata
Plecoptera ferrilineata är en fjärilsart som beskrevs av Swinhoe 1895. Plecoptera ferrilineata ingår i släktet Plecoptera och familjen nattflyn. Inga underarter finns listade i Catalogue of Life.